# Omar Abdirashid Ali Shermarke
Omar Abdirashid Ali Shermarke (somali : Cumar Cabdirashiid Cali Sharmaarke, arabe : عمر عبد الرشيد علي شرماركي), né le 18 juin 1960, est un homme d'État somalien, Premier ministre du 14 février 2009 au 24 septembre 2010, sous le mandat du président Sharif Sheikh Ahmed, et de nouveau du 24 décembre 2014 au 1er mars 2017, sous le mandat du président Hassan Sheikh Mohamoud.

## Biographie
Il est le fils de Abdirashid Ali Shermarke (1919-1969), Premier ministre (1960-1964) puis président la République entre 1967 et 1969.
Outre le somali, il parle arabe, anglais, et un peu italien. 

## Voir Aussi
- Liste des Premiers ministres de la Somalie